# ستانلي بلاك ديكر
ستانلي بلاك ديكر (بالإنجليزية: Stanley Black & Decker)‏ هي شركة المعروفة سابقًا باسم ذا ستانلي واركرس، هي شركة أمريكية مصنّعة للأدوات الصناعية والأجهزة المنزلية ومزودة لمنتجات الأمان والأقفال ومقرها في مدينة هارتفورد الكبرى في نيو بريتيش، كونيتيكت. ستانلي بلاك ديكر هو نتيجة لدمج شركة ستانلي و بلاك ديكر في 12 مارس 2010.

## تاريخ
ظهرت أعمال ستانلي كنتيجة مباشرة لدمج عام 1920 لمصنع بولت ستانلي الذي أسسه فريدريك ترينت ستانلي في عام 1843 وشركة ستانلي رول آند ليفيل، التي أسسها هنري ستانلي ابن عم فريدريك في عام 1857.
خلال الحرب العالمية الثانية حصل ستانلي وركس على جائزة الجيش والبحرية "E" للتميز في الإنتاج الحربي. جائزة إنتاج الجيش والبحرية في الحرب العالمية الثانية إلى أعمال ستانلي برنامج العرض التقديمي 20 يناير 1943.
في مايو 2002، نظرت الشركة في نقل مقر الشركة إلى برمودا لكن الاحتجاج العام والحكومي أجبر الإدارة على إعادة النظر في هذه الخطوة. بحلول أغسطس 2002 قررت الشركة الحفاظ على تأسيسها في الولايات المتحدة.
تم انتخاب جون إف لوندجرين رئيسًا ومديرًا تنفيذيًا في عام 2004، ليحل محل جون تراني، المحمي السابق لجاك ويلش في جنرال إلكتريك.
تم الاستحواذ على مجموعة الأجهزة وتحسين المنزل بما في ذلك كويكست ووايزر وبالدوين والأجهزة الوطنية وستانلي وفاينال وبفيستير وإي زات إستي، من قبل سبكتروم براندز القابضة، وشركة. في 17 ديسمبر 2012.

## عمليات الاستحواذ
- 1937: دخلت شركة أعمال ستانلي سوق المملكة المتحدة من خلال الاستحواذ على شركة J.A. تشابمان شيفيلد، إنجلترا.[12]
- 1946: استحوذت شركة أعمال ستانلي على شركة شركة الاخوة الشمالية للتصنيع في فيلادلفيا بنسلفانيا.[13]
- 1963: بدأت أعمال ستانلي ستانلي عملياته في أستراليا باسم ستانلي تيتان عندما اشترت حصة 50٪ من Titan وهي شركة تابعة لـ BHP.[14]
- 1966: استحوذت شركة أعمال ستانلي على شركة خزائن فيدمار في ألينتاون بولاية بنسلفانيا.[15]
- 1970: استحوذت ستانلي تيتان على أدوات تيرنر، ومقرها ملبورن، أستراليا.[16]
- 1980: استحوذت شركة أعمال ستانلي على ماك أدوات.[17]
- 1984: اشترت شركة أعمال ستانلي شركة بروتو من إنغرسول راند وأصبحت شركة ستانلي بروتو.[18]
- 1986: استحوذت شركة أعمال ستانلي على بوستيتش من تكسترون.[19]
- 1990: استحوذت أعمال ستانلي على غولدبلات وينتستريز.
- 1990: استحوذت على شركة شركة أداة سيدكروم، التي يقع مقرها الرئيسي في ملبورن، أستراليا. تم إغلاق المصنع في عام 1996 وبدأ في نقل جميع تصنيع الأدوات إلى تايوان، حيث تم الحصول على عناصر مختلفة من بروتو في الولايات المتحدة (تم تمييزها على أنها بروتو على العناصر) نظرًا لتوريد الأدوات الأسترالية المتبقية التي تم بيعها حتى يتم إنشاء جميع عمليات التصنيع بالكامل في تايوان.[12]